# Польша на летних Олимпийских играх 2000
Польша на летних Олимпийских играх 2000 была представлена 187 спортсменами. По общему количеству медалей сборная Польши показала худший результат со времён Олимпийских игр 1956 года. Героем игр в составе польской команды стал легкоатлет Роберт Корженёвский, выигравший обе золотые медали в соревнованиях ходоков.

## Награды

### Золото
| Золото |                           |                                               |
| №      | Спортсмены                | Вид спорта (дисциплина)                       |
| 1      | Томаш Кухарски Роберт Сыч | Академическая гребля (двойка парная)          |
| 2      | Роберт Корженёвский       | Лёгкая атлетика (ходьба, 20 км)               |
| 3      | Роберт Корженёвский       | Лёгкая атлетика (ходьба, 50 км)               |
| 4      | Шимон Зёлковский          | Лёгкая атлетика (метание молота)              |
| 5      | Камила Сколимовская       | Лёгкая атлетика (прыжки в высоту)             |
| 6      | Рената Мауэр              | Стрельба (Винтовка с трёх позиций, 50 метров) |

### Серебро
| Серебро |                                                                      |                                              |
| №       | Спортсмены                                                           | Вид спорта (дисциплина)                      |
| 1       | Павел Барашкевич Данель Ендрашко                                     | Гребля на байдарках и каноэ (500 м, К-2)     |
| 2       | Кшиштоф Коломаньски Михал Станишевски                                | Гребля на байдарках и каноэ (гребной слалом) |
| 3       | Шимон Колецкий                                                       | Тяжёлая атлетика (до 94 кг)                  |
| 4       | Агата Врубель                                                        | Тяжёлая атлетика (до 85 кг)                  |
| 5       | Сильвия Грухала Магдалена Мрочкевич Анна Рыбицкая Барбара Вольницкая | Фехтование (рапира)                          |

### Бронза
| Бронза |                                                                     |                                           |
| №      | Спортсмены                                                          | Вид спорта (дисциплина)                   |
| 1      | Дариуш Бялковский Гжегож Котович Адам Серочиньский Марек Витковский | Гребля на байдарках и каноэ (1000 м, Б-4) |
| 2      | Беата Соколовская Анета Пастушка                                    | Гребля на байдарках и каноэ (500 м, Б-2)  |
| 3      | Лешек Бляник                                                        | Спортивная гимнастика (опорный прыжок)    |

## Результаты соревнований

### Академическая гребля
В следующий раунд из каждого заезда проходили несколько лучших экипажей (в зависимости от дисциплины). В финал A выходили 6 сильнейших экипажей, остальные разыгрывали места в утешительных финалах B-D.
Мужчины
| Соревнование  | Спортсмены                  | Предварительный заезд | Предварительный заезд | Предварительный заезд | Отборочный заезд | Отборочный заезд | Отборочный заезд | Полуфинал | Полуфинал | Полуфинал | Финал   | Финал   | Итоговое место |
| Соревнование  | Спортсмены                  | Заезд                 | Время                 | Место                 | Заезд            | Время            | Место            | Заезд     | Время     | Место     | Время   | Место   | Итоговое место |
| ------------- | --------------------------- | --------------------- | --------------------- | --------------------- | ---------------- | ---------------- | ---------------- | --------- | --------- | --------- | ------- | ------- | -------------- |
| двойки        | Пётр Баста Пётр Боченек     | 3                     | 6:58,47               | 5                     | 1                | 6:48,74          | 2 Q              | 1         | 6:43,38   | 5         | Финал B | Финал B | 10             |
| двойки        | Пётр Баста Пётр Боченек     | 3                     | 6:58,47               | 5                     | 1                | 6:48,74          | 2 Q              | 1         | 6:43,38   | 5         | 6:39,44 | 4       | 10             |
| двойки парные | Адам Король Марек Кольбович | 1                     | 6:31,91               | 2                     | 1                | 6:32,30          | 1 Q              | 2         | 6:31,26   | 3 QA      | Финал A | Финал A | 6              |
| двойки парные | Адам Король Марек Кольбович | 1                     | 6:31,91               | 2                     | 1                | 6:32,30          | 1 Q              | 2         | 6:31,26   | 3 QA      | 6:32,11 | 6       | 6              |

### Велоспорт

#### Трековый велоспорт
После квалификации лучшие спортсмены по времени проходили в раунд на выбывание, где проводили заезды одновременно со своим соперником. Лучшие спортсмены по времени проходили в следующий раунд.
Мужчины
| Спортсмен                                     | Соревнование     | Квалификация | Квалификация | 1\4 финала     | 1\2 финала     | Финал Матч за 3-е место | Место |
| Спортсмен                                     | Соревнование     | Время        | Место        | Соперник Время | Соперник Время | Соперник Время          | Место |
| --------------------------------------------- | ---------------- | ------------ | ------------ | -------------- | -------------- | ----------------------- | ----- |
| Конрад Чайковски Гжегож Крейнер Марцин Ментки | командный спринт | 46,186       | 10           |                |                | Не прошли               | 10    |

Победители определялись по результатам одного соревновательного дня. В гите победителей определяли по лучшему времени, показанному на определённой дистанции, а в гонке по очкам и мэдисоне по количеству набранных баллов.
Мужчины
| Спортсмен      | Соревнование | Результат         | Место |
| Спортсмен      | Соревнование | Время Очки        | Место |
| -------------- | ------------ | ----------------- | ----- |
| Гжегож Крейнер | Гит с места  | 1:04,156 (+2,547) | 7     |

### Дзюдо
Спортсменов — 3
Соревнования по дзюдо проводились по системе на выбывание. В утешительные раунды попадали спортсмены, проигравшие полуфиналистам турнира. Два спортсмена, одержавших победу в утешительном раунде, в поединке за бронзу сражались с проигравшими в полуфинале.
Мужчины
| Соревнование | Спортсмены     | Первый раунд                   | Второй раунд                        | 1/8 финала                          | Четвертьфинал        | Полуфинал            | Финал                | Место |
| Соревнование | Спортсмены     | Соперник Результат             | Соперник Результат                  | Соперник Результат                  | Соперник Результат   | Соперник Результат   | Соперник Результат   | Место |
| ------------ | -------------- | ------------------------------ | ----------------------------------- | ----------------------------------- | -------------------- | -------------------- | -------------------- | ----- |
| до 73 кг     | Ярослав Левак  | Не участвовал                  | Кристоф Штангль (AUT) В 1000 — 0000 | Кэндзо Накамура (JPN) П 0000 — 1001 | Завершил выступление | Завершил выступление | Завершил выступление | —     |
| до 81 кг     | Роберт Кравчик | Г. Артеага (CUB) В 0000 — 1000 | Завершил выступление                | Завершил выступление                | Завершил выступление | Завершил выступление | Завершил выступление | —     |

### Плавание
Спортсменов — 6
В следующий раунд на каждой дистанции проходили лучшие спортсмены по времени, независимо от места занятого в своём заплыве.
Мужчины
| Спортсмен         | Соревнование   | Предварительные заплывы | Предварительные заплывы | Полуфиналы | Полуфиналы | Финал     | Финал     |
| Спортсмен         | Соревнование   | Результат               | Место                   | Результат  | Место      | Результат | Место     |
| ----------------- | -------------- | ----------------------- | ----------------------- | ---------- | ---------- | --------- | --------- |
| Бартош Кизеровски | 100 м на спине | 55,14                   | 5                       | 55,34      | 7          | 55,04     | 5         |
| Мариуш Сембида    | 100 м на спине | 56,27                   | 20                      | Не прошёл  | Не прошёл  | Не прошёл | Не прошёл |
| Марек Кравчик     | 100 м брасс    | 1:03,00                 | 24                      | Не прошёл  | Не прошёл  | Не прошёл | Не прошёл |

Женщины
| Спортсменка      | Соревнование      | Предварительные заплывы | Предварительные заплывы | Полуфиналы | Полуфиналы | Финал     | Финал     |
| Спортсменка      | Соревнование      | Результат               | Место                   | Результат  | Место      | Результат | Место     |
| ---------------- | ----------------- | ----------------------- | ----------------------- | ---------- | ---------- | --------- | --------- |
| Отилия Енджейчак | 100 м баттерфляем | 58,66                   | 4                       | 59,14      | 9          | Не прошла | Не прошла |
| Александра Мичюл | 100 м на спине    | 1:04,51                 | 25                      | Не прошла  | Не прошла  | Не прошла | Не прошла |
| Алисья Пенсак    | 100 м брасс       | 1:10,57                 | 21                      | Не прошла  | Не прошла  | Не прошла | Не прошла |

### Стрельба
Спортсменов — 3
После квалификации лучшие спортсмены по очкам проходили в финал, где продолжали с очками, набранными в квалификации. В некоторых дисциплинах квалификация не проводилась. Там спортсмены выявляли сильнейшего в один раунд.
Мужчины
| Спортсмен  | Соревнование   | Квалификация | Место | Финал     | Место     | Всего | Место |
| ---------- | -------------- | ------------ | ----- | --------- | --------- | ----- | ----- |
| Ежи Петшак | Пистолет, 10 м | 578          | 11    | Не прошёл | Не прошёл | 578   | 11    |

Женщины
| Спортсмен       | Соревнование   | Квалификация | Место | Финал     | Место     | Всего | Место |
| --------------- | -------------- | ------------ | ----- | --------- | --------- | ----- | ----- |
| Рената Мауэр    | Винтовка, 10 м | 392          | 15    | Не прошла | Не прошла | 392   | 15    |
| Мирослава Сагун | Пистолет, 10 м | 379          | 16    | Не прошла | Не прошла | 379   | 16    |